# Нартов, Александр Анатольевич
Александр Анатольевич Нартов (род. 21 мая 1988 года в Лозовой) — украинский легкоатлет, специализирующийся по прыжкам в высоту, мастер спорта Украины международного класса.
Нартов — двукратный серебряный призёр юношеских первенств мира (2003 и 2005). В 2007 году стал чемпионом Европы среди юниоров, а также бронзовым призёром летней Универсиады в Бангкоке. В 2008 году отправился на Олимпиаду в Пекин, где занял предпоследнее место с результатом 2 м 10 см. В 2009 году Александр Нартов стал серебряным призёром молодежного чемпионата Европы по лёгкой атлетике в Каунасе. Второе место Нартову принесла удачная попытка на высоте 2 м 26 см. Для победы харьковчанин вынужден был пытаться взять 2,31 метра, что на 1 сантиметр превышало его личный рекорд. Но эта высота Нартову не покорилась. В 2010 году на чемпионате Европы в Барселоне Александр Нартов занял шестое место, взяв со второй попытки высоту 2,26 м, а высота 2,29 м ему не покорилась.
Тренер — Анатолий Нартов (отец).
Александр учился в Харьковской государственной академии физической культуры. Хобби: автомобили, компьютеры.